# 김시우 (1997년)
김시우(한국 한자: 金始佑, 1997년 6월 26일 ~ )는 대한민국의 축구 선수로 포지션은 공격수이다.

## 클럽 경력
2016년부터 2018년까지 광주 FC 소속으로 뛰었으며 2019년에 청주 FC로 이적했다.